# Lee Su-hyun
Lee Su-hyun (이수현?, I SuhyeonLR, I SuhyŏnMR; Gyeonggi, 4 maggio 1999) è una cantante, attrice e conduttrice radiofonica sudcoreana.

## Biografia
Lee Su-hyun è nata il 4 maggio 1999 nel Gyeonggi, in Corea del Sud. Lei e suo fratello maggiore, Lee Chan-hyuk, si sono trasferiti in Mongolia rispettivamente all'età di 10 e 13 anni con i loro genitori. Descrivendo la sua infanzia, ha spiegato: "Ci piaceva uscire per esplorare la natura in Mongolia. Appena oltre la città, ci sarebbero state vaste praterie e cieli nuvolosi." A causa delle difficoltà finanziarie della sua famiglia, i due fratelli non sono stati in grado di andare a scuola per l'istruzione e sono stati istruiti a casa dalla madre.
La sua esperienza in Mongolia ha aiutato lei e suo fratello a scoprire il loro talento per la musica, poiché la pura noia di essere stati istruiti a casa li ha spinti a iniziare a fare musica insieme. Lee ha quindi imparato a suonare il pianoforte mentre suo fratello ha imparato a suonare la chitarra. Ha inoltre spiegato che mentre guardava il programma Star King in TV, la voce di una ragazza di nome Shannon l'ha incuriosita, trovandola bellissima e voleva anche seguire la musica. Dopo aver risieduto in Mongolia per quasi cinque anni, Lee è tornata temporaneamente in Corea del Sud a causa di un problema con il suo visto. Durante il suo soggiorno, ha preso parte a un'audizione e ha deciso di rimanere lì, suo fratello ha presto seguito l'esempio.

### 2012-2017: AKMU, Hi Suhyun e attività da attrice
Nell'agosto 2012, lei e suo fratello hanno fatto un'audizione per K-pop Star 2 come AKMU, posizionandosi presto al primo posto e successivamente hanno firmato un contratto con la YG Entertainment. Nell'aprile 2014, hanno debuttato con l'album in studio, Play. Il singolo digitale, Time and Fallen Leaves, pubblicato ad ottobre, è arrivato al numero uno della Circle Chart, consolidando il loro successo commerciale istantaneo. Quell'anno ottennero numerosi premi, tra cui "Miglior album pop" ai Korean Music Award e "Song of the Year (aprile)" ai Circle Chart Music Award. Nel settembre 2017, Chan-hyuk si è arruolato nel Corpo dei Marines coreano, quindi gli AKMU sono andati in pausa.

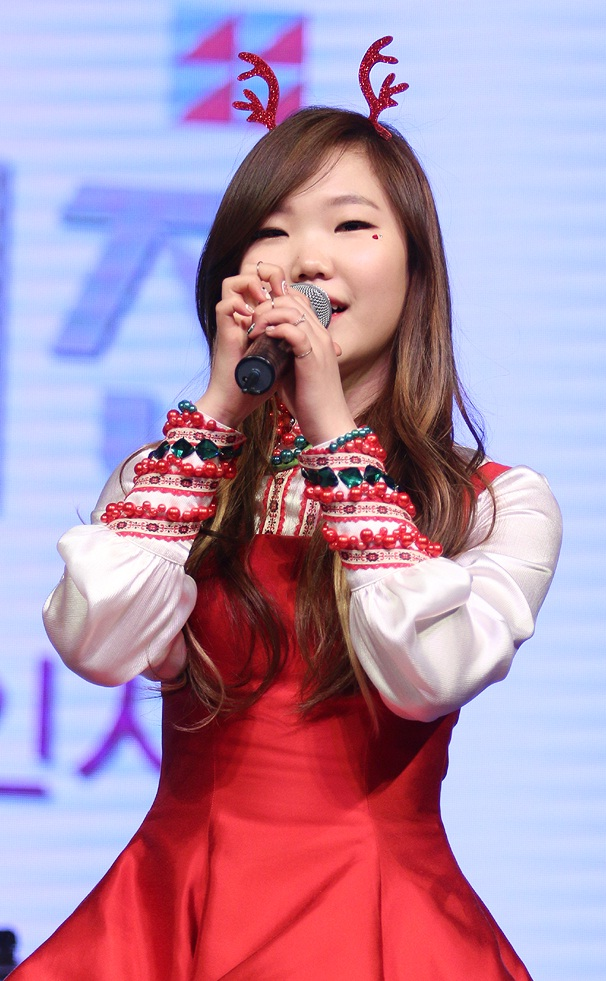
Lee mentre si esibisce al Gayo Daejon del 2014

Nel novembre 2014, Lee e la compagna di etichetta Lee Hi hanno formato un sottogruppo, Hi Suhyun. Il duo ha pubblicato il singolo digitale I'm Different con la partecipazione di Bobby degli Ikon e presto ha raggiunto la vetta di tutte le classifiche nazionali, inclusa la Gaon Digital Chart. Hanno iniziato le promozioni il 16 novembre al programma musicale Inkigayo, e presto hanno ottenuto la loro prima vittoria il 23 novembre. Il duo è stato anche nominato per numerosi premi ai Seoul Music Award, tra cui il premio "Bonsang", il "Popularity Award" e Hallyu Special Award".
In seguito alla rivelazione da parte dei media di un nuovo spettacolo il 23 maggio 2017, Lee si è unita al cast fisso del programma di varietà OnStyle Relationship Appeal. La sua aggiunta alla formazione ha anche segnato la sua prima apparizione fissa in uno show televisivo dal debutto.
Il 25 maggio 2017 Lee ha creato il suo canale YouTube di bellezza, MochiPeach, e ha caricato pubblicamente il suo primo video in assoluto il 3 giugno. Inizialmente caricando solo contenuti relativi alla bellezza, ha presto ampliato il suo canale per coprire materiali tra cui vlog e cover musicali. Ha espresso per la prima volta il suo interesse ad aprire un canale YouTube una volta cresciuta attraverso a My Little Television nel 2016. Ha rivelato su Omniscient Interfering View che dopo aver visto questo, la YG Entertainment ha formato un team di YouTube per lei come incoraggiamento. Lee ha ricevuto il YouTube Gold Play Button nel luglio 2019. Nell'agosto 2019, ha ribattezzato il suo canale Leesuhyun e a dicembre 2019 ha raccolto un totale di 1,4 milioni di iscritti.
Grazie alla serie televisiva Netflix Temporary Idol, Lee ha fatto il suo debutto come attrice unendosi al cast principale come personaggio che rappresenta se stessa. Lo spettacolo è stato trasmesso su Netflix a novembre 2017 e presto su SBS a dicembre 2017.
Il 27 dicembre 2017 Lee è stata confermata come l'ultima aggiunta della seconda puntata del programma Begin Again. Inizialmente con lo spettacolo diviso in due squadre durante le riprese all'estero separatamente in luoghi diversi, è stata inserita nella squadra composta da Lena Park, Hareem e Henry Lau. Il programma è stato girato in aree situate in Portogallo e Ungheria e ha iniziato la messa in onda dal 30 marzo 2018 al 29 giugno 2018. Grazie alla sua rinnovata apparizione nella terza puntata della serie Begin Again, è diventata una regolare della serie, rimanendo con i suoi precedenti compagni di squadra insieme alla nuova aggiunta, Kim Feel e Lim Heon-il. Begin Again 3 è stato girato in aree situate in Corea del Sud e in Italia.

### 2018-2019: apparizioni televisive

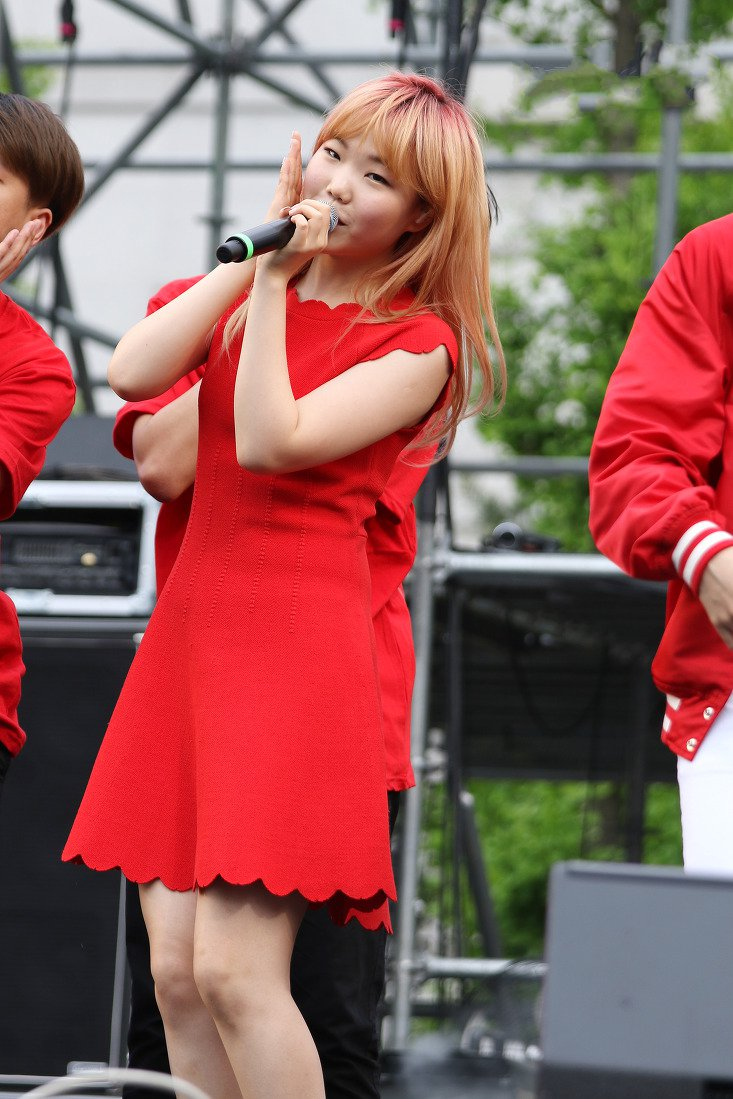
Lee si esibisce alla Ipselenti Korea University Campus Festival, 27 maggio 2016

KBS Cool FM ha accolto Lee tramite un annuncio il 3 maggio 2018 come il loro nuovo DJ radiofonico. È diventata la nona DJ ufficiale di Radio per lo spettacolo come successore del suo predecessore, Kim Ye-won. La sua permanenza nello show è stata dal 4 giugno al 5 gennaio 2020. Il suo ruolo di Radio DJ le è valso il "Radio DJ Award" al 16° KBS Entertainment Award nel 2018.
Attraverso il melodramma Mr. Sunshine, Lee è diventato il quarto artista a pubblicare una colonna sonora per il dramma televisivo attraverso l'uscita ufficiale il 29 luglio 2018. La colonna sonora è stata resa disponibile su varie piattaforme di streaming musicale. A livello nazionale, la colonna sonora ha anche raggiunto il numero 74 nella classifica Gaon Digital e il numero 72 nella classifica Billboard Korea K-Pop 100.
Lee ha preso parte al singolo digitale di Jannabi, Made in Christmas, che è stato pubblicato il 25 dicembre 2018.
Lee ha partecipato al programma Superband come la più giovane e unica giudice donna. Durante una conferenza stampa tenutasi l'11 aprile 2019, in risposta al suo ruolo nello spettacolo, ha risposto: "Come persona che ha gareggiato in una fase di audizione, il ruolo di un giudice è spaventoso. Quindi, piuttosto che pensare a me stesso come un produttore, cerco persone affascinanti con cui voglio essere amico e con cui voglio lavorare".
Il 27 aprile 2019, Lee è stata invitata a partecipare al primo anniversario dell'evento della Dichiarazione di Panmunjom, in cui è stata adottata la pace e la riunificazione della penisola coreana tra il leader supremo della Corea del Nord, Kim Jong-un, e il presidente della Corea del Sud, Moon Jae-in, durante il vertice intercoreano dell'aprile 2018. Ha eseguito una versione coreana della colonna sonora originale di Pocahontas Colors of the Wind.
In particolare, attraverso il terzo album in studio degli AKMU, Sailing, Lee è stata accreditata come arrangiatore per il brano Farewell, segnando la sua prima partecipazione in assoluto tra le loro uscite. Attraverso il programma radiofonico Naver Now, Jukjae Night Time Studio, Lee ha rivelato il processo dietro il suo contributo affermando che con poca conoscenza della composizione delle canzoni, aveva difficoltà a creare una linea di base, ma ha suonato accordi dispari casuali con la sua chitarra e armonica per la prima registrazione demo, e ha creato unicamente una distribuzione strumentale dettagliata. Ha quindi reclutato Jukjae e Hareem per registrare una strumentazione raffinata e di conseguenza è stata aggiunta all'album del duo.

### 2020: varie iniziative
Il 6 giugno 2020 Lee è stata invitata alla 65ª cerimonia annuale del Memorial Day, tenutasi presso il Memorial Plaza nel cimitero nazionale di Daejeon, ed è stata trasmessa sulle emittenti KBS, MBC e SBS. L'occasione è stata ospitata dall'attore Kim Dong-wook e dall'annunciatore Lee Jung-min, nonché dal presidente della Corea del Sud, Moon Jae-in. La famiglia dei martiri patriottici della guerra di Corea ha partecipato e ha letto lettere e storie del defunto maggiore Lim Chun-soo, morto in battaglia con una lettera e un'immagine della sua famiglia tenute a cuore. Ha eseguito "Father", in cui il testo diceva: "father who protected me", e ha espresso le sue condoglianze.

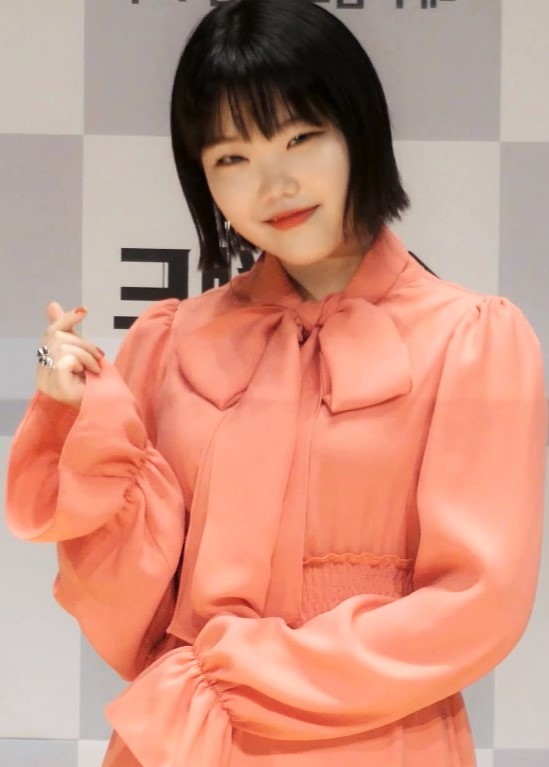
Lee Su-hyun l'11 aprile 2019

Grazie al drama It's Okay to Not Be Okay, Lee è diventato il quarto artista a pubblicare una colonna sonora per il dramma televisivo.
Dopo aver ricevuto una chiamata dalla Disney, Lee ha accettato la proposta di cantare la versione coreana di Reflection del film Disney, Mulan. In risposta ha dichiarato: "Come fan della Disney, sono davvero felice di partecipare a una canzone che è stata a lungo amata da molte persone". La colonna sonora ufficiale è stata resa pubblica il 31 agosto prima dell'uscita nazionale del film il 10 settembre. Il video musicale pubblicato attraverso le piattaforme, YouTube e Naver TV ha ricevuto l'attenzione raccogliendo oltre 1 milione di visualizzazioni a livello nazionale entro 2 giorni e ha raggiunto il numero 3 nella classifica dei 100 video popolari di Naver TV rimanendo nella top 10 per una settimana al momento della pubblicazione.
Il 4 settembre 2020, i media hanno riferito che Lee avrebbe fatto il suo debutto ufficiale da solista entro l'autunno di quell'anno, a cui la sua etichetta ha risposto anticipando presto un annuncio ufficiale. Per quanto riguarda il suo debutto da solista, in precedenza attraverso il programma Knowing Bros, nonostante suo fratello le avesse lasciato delle canzoni da pubblicare durante il suo arruolamento, Lee ha rivelato che si rifiutava di usare la musica prodotta da lui e invece avrebbe preferito prendere tempo finché non fosse completamente soddisfatta. Più tardi, la YG Entertainment ha annunciato che Lee avrebbe ufficialmente debuttato come artista solista con il singolo Alien, pubblicato il 16 ottobre.

## Altre attività

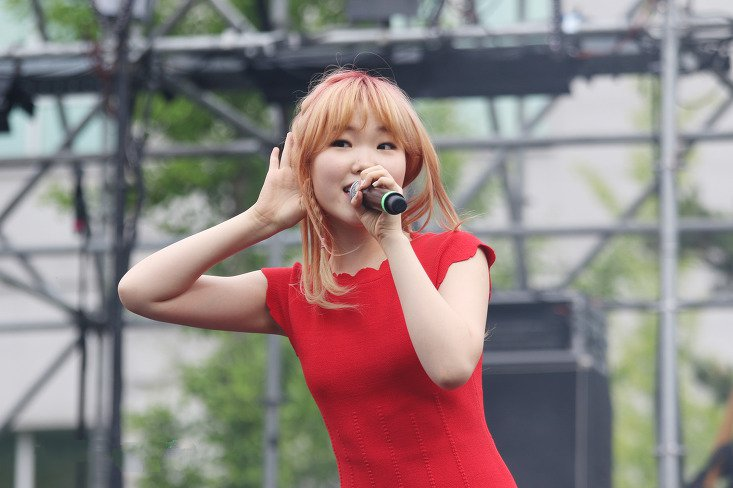
Lee nel 2016

### Immagine pubblica
Nel novembre 2018 è scelta per essere modella per Glow Pick e ha partecipato alla composizione e al canto della canzone per lo spot.

### Filantropia
A seguito della pandemia di COVID-19, Lee ha donato 50 milioni di won il 1º aprile 2020 al personale medico del Daegu Dongsan Hospital.

## Discografia

### Da solista

#### Singoli
- 2020 – Alien

#### Collaborazioni
- 2017 – The Benefits of the Heartbreak (Epik High ft. Lee Su-hyun)
- 2018 – Made in Christmas (Jannabi feat. Lee Su-hyun)
- 2020 – Love the Moon (Viini feat. Lee Su-hyun)

#### Colonne sonore
- 2017 – Red Carpet (con Kwon Hyun-bin, Deukie, Kim Hee-jung[non chiaro] e Hwang Seung-eon; Temporary Idol OST)
- 2017 – Ice Cafe (con Kwon Hyun-bin, Deukie, Kim Hee-jung e Hwang Seung-eon; Temporary Idol OST)
- 2018 – Sori (Miseuteo Syeonsyain OST)
- 2020 – In Your Time (It's Okay to Not Be Okay OST)
- 2020 – Reflection (Mulan OST)

### Con gli AKMU
- 2014 – Play
- 2017 – Winter
- 2019 – Sailing

## Filmografia

### Televisione
- K-pop Star 2 (K팝스타 2?) – reality show (2012-2013)[41]
- Bongmyeon ga-wang (미스터리 음악쇼 복면가왕?) – talent show (2017)[42]
- Relationship Appeal – reality show (2017)[14]
- Temporary Idol (비정규직 아이돌?) – serial TV (2017)[19]
- YG Future Strategy Office (YG전자?, YG jeonjaLR) – webserie, episodio 8 (2018)[43]
- Begin Again (비긴어게인?) – reality show (2018-)[21]
- Super Band Project – reality show (2019)[44]
- Mad for Each Other (이 구역의 미친 X?, I gu-yeog-ui michin XLR) – serie TV (2021)

## Radio
- KBS Cool FM (2018-2020)[45]

## Riconoscimenti
- KBS Entertainment Award
  - 2018 – Premio Radio DJ per Volume Up[46]
- Korea First Brand Award
  - 2020 – Best Vocal (donne)[47]
- Seoul Music Award
  - 2021 – Best OST per In Your Time (in attesa)[48]